# 2007

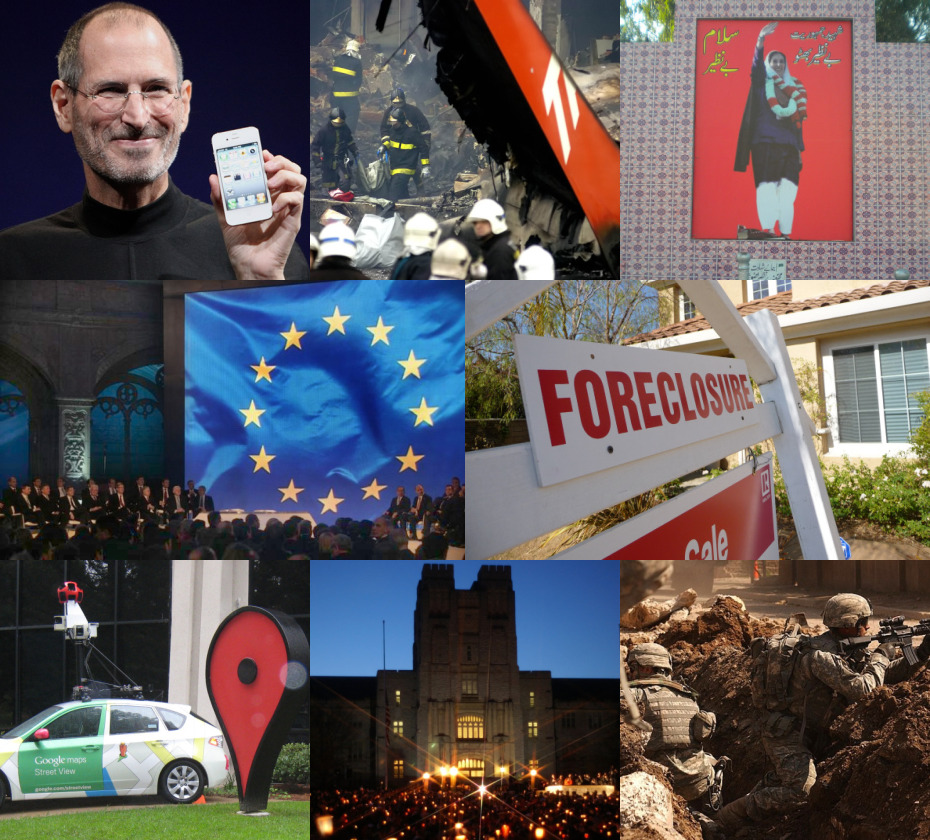
Desde arriba a la izquierda, en el sentido de las agujas del reloj: Steve Jobs presenta el primer iPhone de Apple; El vuelo 3054 de TAM Airlines invadió una pista y se estrelló contra una gasolinera, matando a casi 200 personas; La ex primera ministra pakistaní Benazir Bhutto es asesinada; 2007 marcó el comienzo de la crisis de las hipotecas subprime en los Estados Unidos; Se envía una oleada de tropas para luchar en la Guerra de Irak; un pistolero mata a 32 personas en la masacre de Virginia Tech; Google Street View se presenta al mundo; Él Tratado de Lisboa es firmado por los Estados miembros de la Unión Europea.

2007 (MMVII) fue un año común que comenzó en lunes según el calendario gregoriano. Fue también el número 2007 anno Dómini o de la designación de Era Cristiana, además del séptimo del tercer milenio, séptimo del siglo XXI y el octavo de la década de 2000, y fue designado como:
- El Año del Cerdo, según el horóscopo chino.
- El año de la lengua rusa.

## Acontecimientos

### Enero
- 1 de enero: 
  - Rumanía y Bulgaria pasan a formar parte de la Unión Europea a las 00:00.
  - Se inicia la Presidencia alemana del Consejo de la Unión Europea 2007.
  - Eslovenia adopta el euro como su moneda oficial, dejando de usar el tólar.
  - El Acuerdo de Schengen entra en vigencia en los países de la ampliación de la Unión Europea del 1 de mayo de 2004.
  - Ban Ki-moon inicia su mandato como Secretaría General de Naciones Unidas, en sustitución de Kofi Annan.
  - En España se pone en marcha la Ley de dependencia, que atenderá a más de un millón de personas sin autonomía personal, y se cumple un año de Ley antitabaco.
  - En el marco de la Guerra de Somalia, fuerzas de Etiopía y del Gobierno Transicional de Somalia ocupan Jilib y Kismayo, mientras que miembros de la Unión de Cortes Islámicas huyen a Kenia.
  - En Perú toman posesión los alcaldes, presidentes regionales y representantes en el parlamento andino elegidos en las elecciones municipales realizadas el 19 de noviembre de 2006.
  - En Brasil toman posesión los cargos elegidos en las Elecciones generales de Brasil de 2006.
  - En Indonesia se estrella el Vuelo 574 de Adam Air, de la aerolínea indonesia Adam Air, falleciendo todos sus ocupantes.
- 3 de enero: en Venezuela, Jorge Rodríguez Gómez es nombrado vicepresidente de Venezuela.
- 4 de enero: en Estados Unidos, Nancy Pelosi es elegida como la primera mujer presidenta de la Cámara de Representantes.
- 8 de enero: Se cortan los suministros de petróleo ruso a Polonia, Alemania y Ucrania a medida que se intensifica la disputa energética entre Rusia y Bielorrusia. Se restauran tres días después.
- El 9 de enero, Steve Jobs presenta el IPhone.

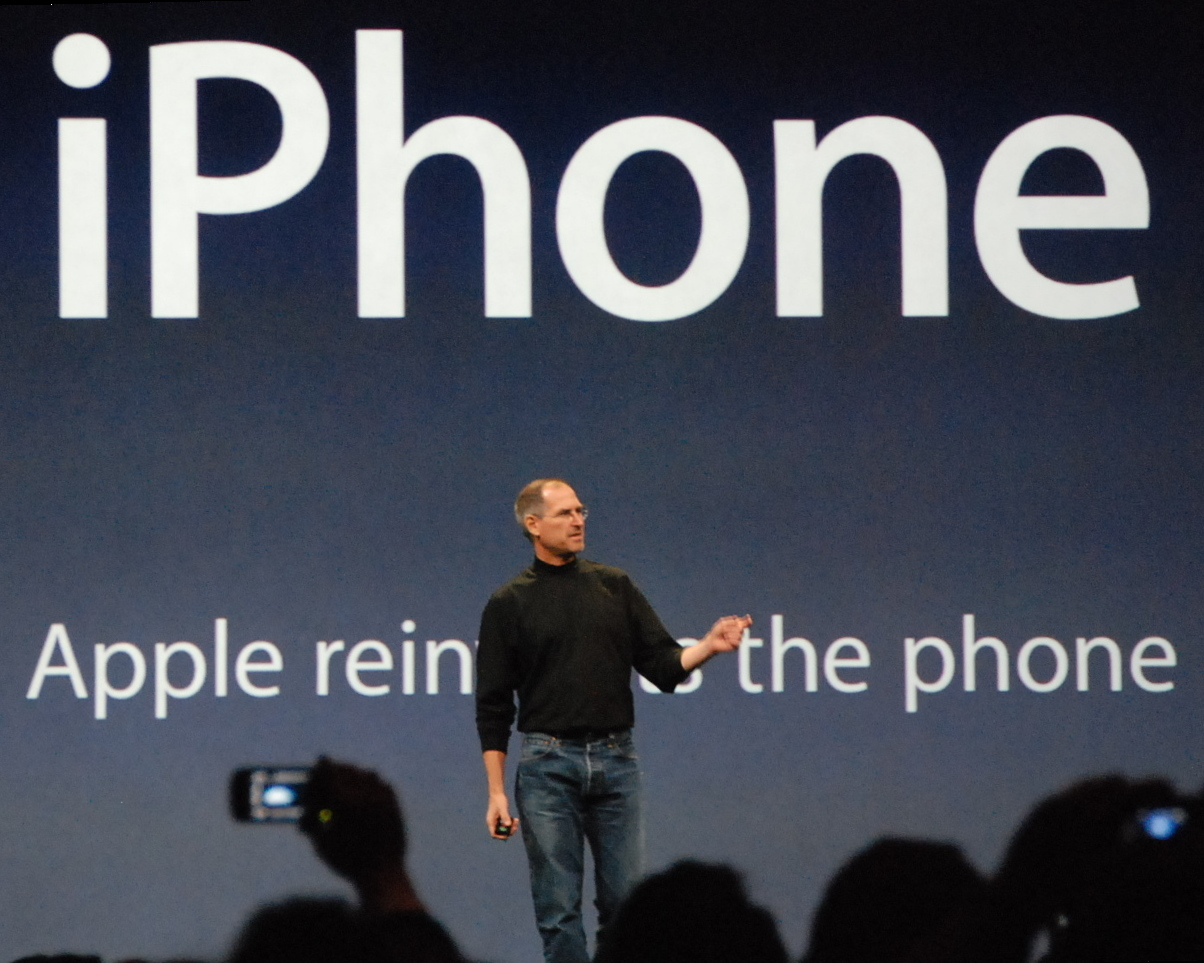
El 9 de enero, Steve Jobs presenta el IPhone.

- 9 de enero: Steve Jobs presenta el iPhone en el Macworld Keynote de San Francisco (California).
- 10 de enero: 
  - En Managua, Nicaragua, el candidato del Frente Sandinista de Liberación Nacional, Daniel Ortega , toma posesión de la presidencia, significando el regreso del sandinismo al país tras 17 años.
  - En el Capitolio Federal de Caracas (Venezuela), Hugo Chávez toma posesión de la presidencia para el periodo 2007-2013.
- 11 de enero: 
  - En Cochabamba (Bolivia) se producen enfrentamientos entre los ciudadanos y los cocaleros leales al Gobierno de Evo Morales y el Movimiento al Socialismo.
  - Nicaragua ingresa formalmente al ALBA (Alianza Bolivariana para América).
- 12 de enero: en Madrid la policía española detiene a la expresidenta de Argentina María Estela Martínez de Perón, más conocida como Isabelita, tras una sentencia dictada por la justicia argentina.[1]
- 13 de enero: un terremoto de 8,1 sacude las islas Kuriles provocando un tsunami no destructivo.
- 14 de enero: En México, se funda el Club Tijuana
- 15 de enero: 
  - Fue lanzado el MS Queen Victoria de la Cunard Line.
  - En Ecuador asume la presidencia Rafael Correa para el periodo 2007-2010.
- 17 de enero: en Ciudad de Panamá, se entrega William Rodríguez Abadía, hijo mayor del narcotraficante colombiano Miguel Rodríguez Orejuela.
- 22 de enero: en la provincia de Chanchamayo (Perú) un aluvión asola parte de la selva del Perú, dejando un saldo aproximado de 10 fallecidos, 15 desaparecidos y 3400 damnificados.[2]
- 30 de enero: Sale a la venta el sistema operativo de Microsoft, Windows Vista.
- 31 de enero: en Boston, Estados Unidos se enfrenta a un susto de bomba falsa, como resultado de que los carteles LED de Ignignokt y Err de Aqua Teen Hunger Force se confundan con un dispositivo explosivo improvisado.

### Febrero
- 2 de febrero: la IPCC entrega en París el informe de cambio climático, donde menciona que el planeta se habrá recalentado entre 1,8 y 4 °C para el año 2100 y que, en un 90%, es culpa de la actividad industrial humana.
- 3 de febrero: 
  - En Valparaíso, Chile, una enorme explosión provoca un incendio que mata a cuatro personas y destruye parte de los edificios patrimoniales.
  - En Bagdad, Irak, un camión bomba explota y mata al menos a 135 personas e hiere a otras 339.[3]
- 6 de febrero: Inicia la protesta de mineros bolivianos de 2007.
- 8 de febrero: Fallece la modelo estadounidense Anna Nicole Smith a causa de una sobredosis accidental.
- 10 de febrero: 
  - La Wikipedia en español alcanza los 200 000 artículos.
  - En Santiago de Chile se pone en marcha el controvertido plan de transporte público Transantiago, actual Red Metropolitana de Movilidad.
- 12 de febrero: se funda la empresa Multijuegos (hoy Sorteos del Trébol).
- 13 de febrero: El gobierno de Corea del Norte acuerda poner fin a su programa nuclear a cambio de ayuda económica y combustible.
- 16 de febrero: La cantante estadounidense Britney Spears se rasura completamente su cabello a causa de una crisis mental.
- 18 de febrero: Ratificación en referéndum del Estatuto de Autonomía de Andalucía.
- 21 de febrero: el primer ministro de Italia, Romano Prodi, presenta su dimisión al presidente de la República, Giorgio Napolitano, por la derrota de su coalición en una votación sobre política exterior en el Senado.
- 26 de febrero: la Corte Internacional de Justicia establece que la masacre de Srebrenica fue un genocidio, pero desestima que Serbia haya tenido responsabilidad directa en el hecho.
- 27 de febrero: XLVIII edición del Festival Internacional de la Canción de Viña del Mar.
- 28 de febrero: 
  - En la localidad peruana de Pocabamba (en Ayacucho) se estrella un helicóptero dejando a 3 de sus 6 ocupantes muertos.
  - En Roma (Italia), Romano Prodi obtiene el apoyo del Senado (162 votos a favor y 157 en contra), por lo que permanecerá como primer ministro de Italia.

### Marzo
- 1 de marzo: 
  - En Perú comienza la Campaña por la Puntualidad y el Respeto, promulgada por el presidente Alan García.
  - Explotó en Neiva, en Colombia, un carro bomba frente a la alcaldía de dicha ciudad.
- 5 de marzo: Raymond Wang, de diez años, estaba usando una computadora con Windows XP en casa alrededor de las 9:30 p. m. EST y estaba jugando con el comando "Run", como siempre. Quería escribir "Cmos" o "Cos", pero accidentalmente escribió "Con". Recibió un mensaje de error peculiar. Aterrorizado, corrió a su escritorio y creó una nueva carpeta, y trató de nombrarla "Con", pero silenciosamente rechazó el nombre y volvió a "Nueva carpeta". Resulta que "Con" fue rechazado porque es una palabra reservada, abreviatura de "Consola" (“Console”). [4]
- 6 de marzo: dos terremotos de 6,4 y 6,3 sacuden la isla indonesia de Sumatra dejando un saldo de 68 muertos y más de 400 heridos.
- 7 de marzo: elecciones legislativas en Irlanda del Norte, uno de los últimos pasos marcados en el Acuerdo de Viernes Santo para garantizar la autonomía de la zona.
- 11 de marzo: atentado suicida en un cibercafé de Casablanca, Marruecos.
- 11 de marzo: El horario de verano comienza a las 2:00 a. m. en Estados Unidos. Se trata del primer uso de las nuevas reglas para la fecha de inicio del horario de verano, según la Ley de Política Energética de 2005, firmada por el presidente de Estados Unidos, George W. Bush.
- 12 de marzo: en Tamaulipas (México), como parte de los festejos por el 258.º aniversario de la fundación de Reynosa, se celebra un encuentro amistoso de baloncesto, en un puente transfronterizo, entre un equipo mexicano y otro estadounidense.
- 16 de marzo: en Chile se promulga la ley que crea la XIV Región de los Ríos. La presidenta Michelle Bachelet firma el decreto, en la ciudad de Valdivia (capital de la nueva región), para formar la primera de las dos nuevas regiones político-administrativas, que se harán efectivas en seis meses.
- 20 de marzo: el cantautor dominicano Juan Luis Guerra, lanza su décimo álbum titulado La llave de mi corazón siendo el disco más romántico desde Bachata Rosa que incluyen por primera vez dos canciones completamente en inglés; el álbum fue llevado al número uno en el Billboard Top Latin Albums.
- 23 de marzo: se promulga la ley que crea en Chile la XV Región de Arica-Parinacota. La presidenta Michelle Bachelet firma el decreto, en la ciudad de Arica (capital de la nueva región), para formar la segunda de las dos nuevas regiones político-administrativas, que se harán efectivas en seis meses.
  - Lanzamiento de la PlayStation 3 en Europa, Asia y Australia.
  - Fuerzas navales de la Guardia Revolucionaria de Irán capturan a personal de la Marina Real Británica.
- 25 de marzo: un terremoto de 6,9 sacude Japón dejando 1 fallecido y más de 300 heridos.
- 27 de marzo: Michelle Bachelet, presidenta de Chile, hace un profundo cambio dentro de sus ministerios tras crisis política.

### Abril
- 2 de abril: Un terremoto de 8,1 sacude las islas Salomón provocando un tsunami que deja un saldo de 112 muertos.
  - Por primera vez en la historia humana se alcanza el lecho marino del polo norte: dos batiscafos rusos, Mir-1 y Mir-2 plantan una bandera rusa de titanio.
- 3 de abril: en Ucrania, el presidente Víktor Yushchenko disuelve el Parlamento y convoca a elecciones legislativas para el 27 de mayo.
- 4 de abril:
  - Irán libera a los marinos británicos capturados el 23 de marzo.
  - En Argentina, un policía de la provincia del Neuquén dispara por la espalda a quemarropa al maestro, activista sindical y militante socialista Carlos Fuentealba (40), que fallecerá al día siguiente.
- 5 de abril: en Colombia, el accidente de un camión entre Santa Marta y Riohacha causa la muerte de 27 personas.
- 9 de abril: en Cali (Colombia), un coche bomba explota frente al comando de la policía: fallece 1 taxista y 39 personas quedan heridas.
- 10 de abril: en Casablanca (Marruecos) tres terroristas se suicidan, matando a un policía; un cuarto terrorista fue abatido a tiros.
- 11 de abril: en Argel (Argelia), la banda terrorista Al Qaeda perpetra dos atentados, causando 24 muertos y 222 heridos.
- 13 de abril: 
  - En Caracas (Venezuela), el presidente Hugo Chávez anuncia el pago de la última cuota de la deuda que Venezuela tenía con el Banco Mundial.
  - Un sismo de 6,3 grados en la escala de Richter con epicentro en el estado de Guerrero sacude el centro y el oeste de México dejando daños materiales en la Ciudad de México.
- 14 de abril: en Bilbao (España) se realiza la última apertura del puente de Deusto, uno de los puentes levadizos de esa ciudad.Alumnos de una clase de francés protegiéndose en el Holden Hall, durante la llamada Masacre de Virginia Tech.

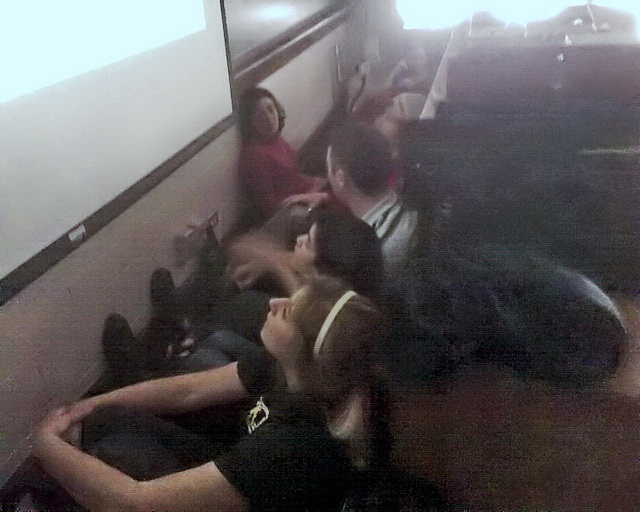
Alumnos de una clase de francés protegiéndose en el Holden Hall, durante la llamada Masacre de Virginia Tech.

- 16 de abril: 32 estudiantes son asesinados en el Instituto Politécnico y Universidad Estatal de Virginia (Virginia Tech), en el peor ataque a una universidad en la historia de Estados Unidos.
- 21 de abril: en Chile se registra un terremoto de 6,2 en la región de Aysén. El tsunami generado por el derrumbe de un cerro asola a las ciudades de Puerto Aysén y Puerto Chacabuco dejando 10 víctimas mortales.
- 22 de abril: en Francia se celebra la primera vuelta de las elecciones presidenciales.
- 23 de abril: en Aragón (España) se reforma el estatuto de autonomía.
- 25 de abril: Inauguración de la Línea 1 del Metro de Palma de Mallorca.
- 27 de abril: en Tallin (Estonia), tras dos noches consideradas «los peores disturbios de la historia de Estonia», el Gobierno traslada el Monumento a los libertadores de Tallin (1947) en memoria a los soldados soviéticos muertos para liberar a esta ciudad de la ocupación nazi, en la Segunda Guerra Mundial (1939-1945).
- 28 de abril: Celebración del FLISOL (Festival Latinoamericano de Instalación de Software Libre).
  - Un terremoto de 5,3 sacude el condado de Kent sintiéndose en el sureste de Reino Unido.
- 29 de abril: España: Apertura del primer trazado experimental del Tranvía de Murcia.

### Mayo
- 2 de mayo: el Estado venezolano recupera el control de los cuatro campos petrolíferos de la Faja Petrolífera del Orinoco.
- 3 de mayo: 
  - El Tribunal Supremo Electoral de Guatemala convocó a elecciones generales a celebrarse en el mes de septiembre.

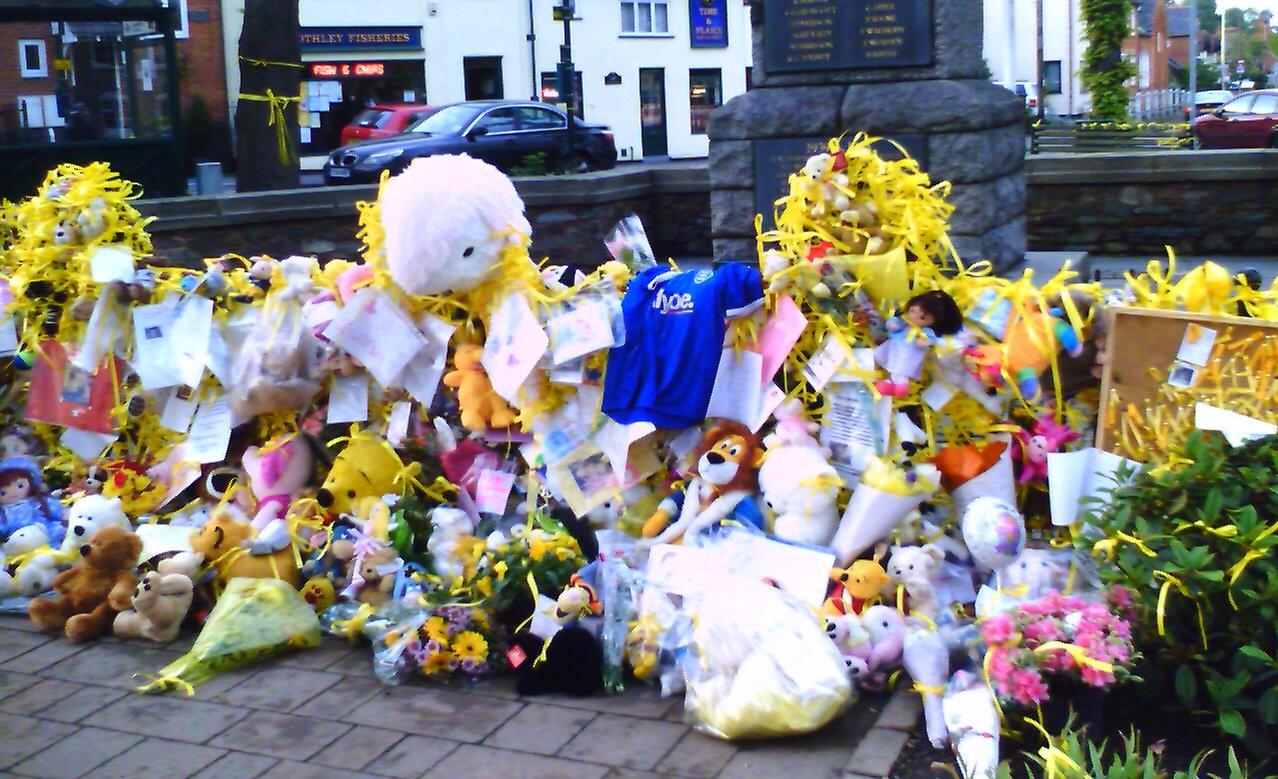
Homenajes a la desaparición de Madeleine McCann.

  - Homenajes a la desaparición de Madeleine McCann.en Praia da Luz, Lagos, Portugal, la británica Madeleine McCann, de tres años, es descrita por The Daily Telegraph como "el caso de persona desaparecida más denunciado de la historia moderna".[5]
- 4 de mayo: En Kansas (Estados Unidos), un enorme tornado mata a nueve personas en Greensburg y la ciudad queda ampliamente devastada.
- 5 de mayo: Tres legisladores republicanos estadounidenses de Alaska son imputados por aceptar sobornos para apoyar la legislación favorable a la compañía de servicios petrolíferos Veco Corp.[6]
- 7 de mayo: Segunda vuelta de las elecciones presidenciales en Francia.
- 8 de mayo: El nuevo presidente electo de Francia es Nicolás Sarkozy.
- 9 de mayo: 
  - En emotiva conferencia de prensa, luego de 12 años de transmisión por el Canal 5 en México y por el Canal de las Estrellas a nivel internacional, Adal Ramones anuncia el final de su programa Otro Rollo.
  - Inundaciones en Uruguay dejan al menos 15 000 desplazados y 2 muertos.
- 10 al 12 de mayo: En Helsinki (Finlandia) se celebra el LII Festival de Eurovisión, el país vencedor fue Serbia con la cantante Marija Šerifović.
- 13 de mayo: 
  - El papa Benedicto XVI, inaugura en Aparecida (Brasil) la V Conferencia General del Episcopado Latinoamericano y del Caribe.
  - Trágico accidente de tráfico en el que fallecen los integrantes del grupo peruano Néctar, así como el personal técnico y el conductor del vehículo.
- 16 de mayo: 
  - Nicolás Sarkozy asume la presidencia de Francia.
  - Colombia: Jhon Frank Pinchao, un policía secuestrado por las FARC huye de uno de los campamentos guerrilleros y llega a salvo a Bogotá.
- 17 de mayo: la Asamblea General de Naciones Unidas proclamó el 2008 Año Internacional de los Idiomas para fomentar el multilingüismo, la unidad y la comprensión internacional.
- 25 de mayo: 
  - Se realiza en la ciudad de Palermo, Sicilia la primera intervención quirúrgica a un paciente infectado con el VIH en el mundo, siendo la enfermedad la ocasionante de una insuficiencia respiratoria terminal agravada.
  - Graves inundaciones en algunas localidades españolas, como Alcázar de San Juan.
  - Michel Sleiman toma posesión como presidente de Líbano
  - Andrew Golden, el mayor de los dos autores del tiroteo en una escuela secundaria de Arkansas en marzo de 1998 que dejó cinco muertos, cumple 21 años y sale de prisión.
- 27 de mayo:
  - En España se celebran elecciones municipales y autonómicas.
  - Se llevan a cabo Elecciones parlamentarias en Ucrania.
  - El club de fútbol Pachuca se corona campeón del fútbol mexicano.
  - Se celebra la edición 56.º del certamen Miss Universo en La Ciudad de México en México donde gana la japonesa Riyo Mori.

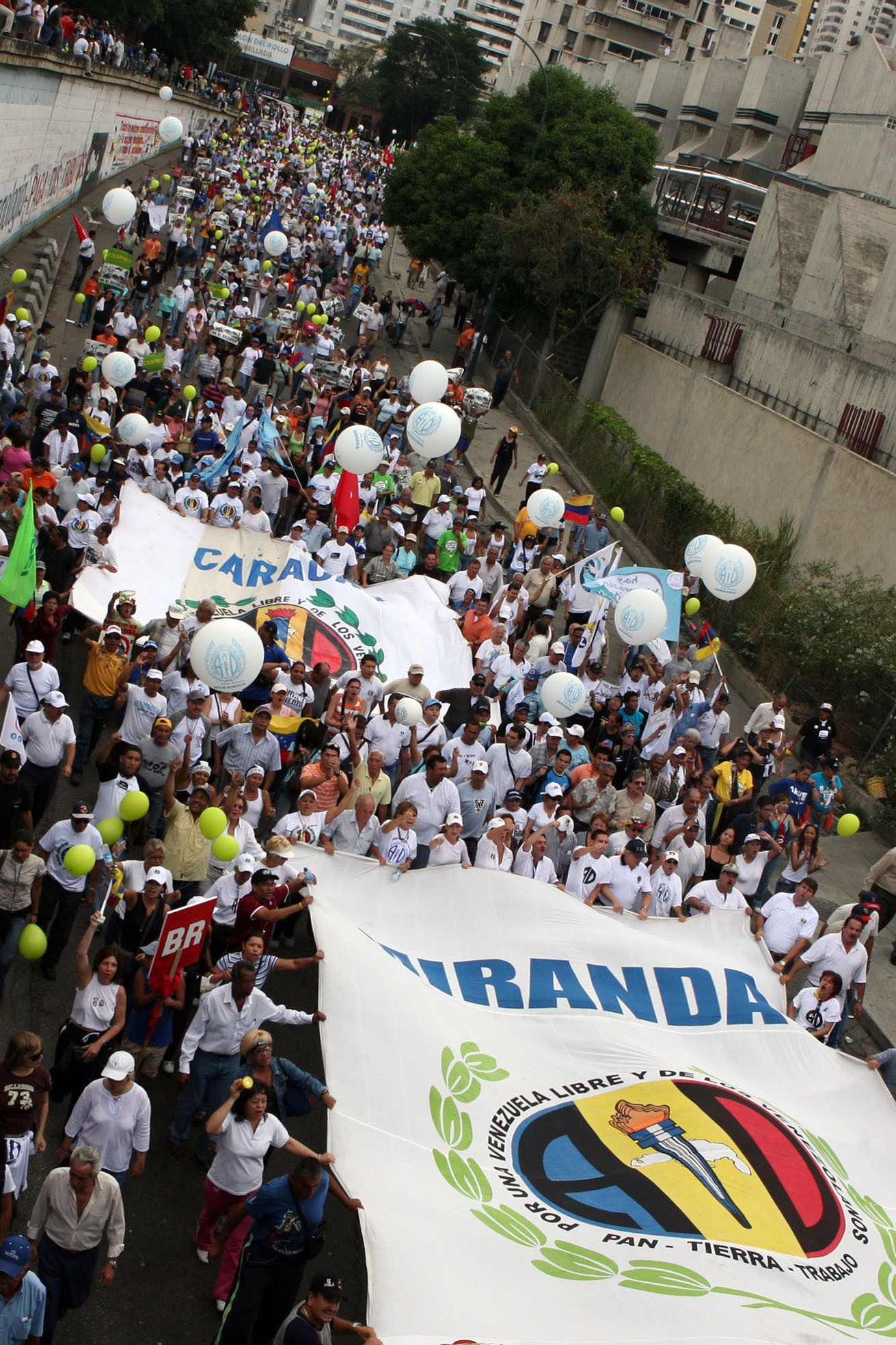
Inician protestas en Venezuela tras el cierre de RCTV.

  - Inician protestas en Venezuela tras el cierre de RCTV.En Venezuela el presidente Hugo Chávez ordena el cierre de la estación televisiva privada venezolana Radio Caracas Televisión (RCTV). Inmediatamente, entra la Televisora Venezolana Social (TVES).

### Junio
- 1 de junio: en Japón occidental, un grupo de arqueólogos descubren un melón de 2100 años.
- 2 de junio: en Italia, Laura Pausini se presenta como la primera mujer en dar un concierto en el estadio de San Siro con un lleno total de 80 000 personas.
- 5 de junio: en España, la banda terrorista ETA anuncia el fin del alto el fuego del 22 de marzo de 2006. La ruptura se hace efectiva a las 0:00h del 6 de junio. Durante el alto el fuego, ETA mata a dos ciudadanos ecuatorianos en el atentado del aeropuerto de Barajas.
- 6 de junio: Costa Rica y Taiwán rompen relaciones diplomáticas.
- 9 de junio: en Irak, las bajas estadounidenses alcanzan los 3500 militares muertos desde la invasión en marzo de 2003.
- 11 de junio: en Bangladés, al menos 78 personas mueren por las intensas lluvias monzónicas. Un flujo de lodo en Chittagong arrasa con las barriadas alrededor de las colinas de la ciudad.
- 12 de junio: La banda estadounidense de pop punk Paramore lanza Riot!, su segundo álbum de estudio.
- 13 de junio: Guatemala es sorprendida por un terremoto de 6,8, que causó daño en pequeñas y grandes estructuras en los departamentos de Escuintla, Suchitepequez, Sacatepequez, Retalhuleu y principalmente en la Ciudad Capital.
- 15 de junio: en Suiza se inaugura el túnel más largo de los Alpes, de uso ferroviario.
- 24 de junio: 
  - Argentina: Elecciones a jefe de Gobierno de Buenos Aires, Mauricio Macri gana con el 61%, Daniel Filmus logra un 39%.
  - Estados Unidos Campeón de la Copa de Oro 2007.
  - En Estados Unidos se suicida Chris Benoit, luchador de la WWE luego de asesinar a su esposa y a su hijo.
- 25 de junio:
- Ucrania: en la ciudad de Dnepropetrovsk, Ucrania se descarta una serie de asesinatos causando 21 asesinatos en 21 días conocido como los Maníacos de Dnepropetrovsk quienes fueron Viktor Sayenko, Igor Suprunyuk y Alexander Ganzha.
- 26 de junio: 
  - Inauguración de la 42.ª edición de la Copa América 2007 realizada por primera vez en Venezuela.
  - El cantante mexicano Alejandro Fernández, lanza al mercado su 12.º álbum de estudio Viento a favor.
- 27 de junio: Reino Unido: Gordon Brown, del Partido Laborista, ha sido nombrado primer ministro del Reino Unido después de la dimisión de Tony Blair.
- 28 de junio: 
  - Colombia: Las FARC confirma a través de su sitio en Internet del asesinato de 11 de los 12 diputados del Valle, quienes fueron secuestrados el 11 de abril de 2002.
- 29 de junio: 
  - Reino Unido: La policía británica desactiva un potente artefacto explosivo de un coche situado en el centro de Londres.
  - El Parlamento de Cuba, emite una grave acusación en contra del presidente de los Estados Unidos: George W. Bush, de mantener una política para eliminar al líder cubano Fidel Castro.
  - Apple Inc. pone a la venta el iPhone original.
- 30 de junio: 
  - Europride Gay 2007, en Madrid, España; coincidiendo con MADO'07.
  - En Reino Unido se realiza un ataque fallido contra el aeropuerto de Glasgow. No deja ninguna víctima pero si varios daños materiales.
  - Comienza la 16.ª Edición de la Copa Mundial de Fútbol Sub-20 de 2007 por primera vez en Canadá.

### Julio
- 1 de julio: 
  - En Londres más de 63.000 personas asisten al emotivo concierto conmemorativo de los cuarenta y seis años del natalicio de la princesa Diana Spencer, organizado por sus hijos, los príncipes Guillermo y Enrique.
  - Portugal asume la presidencia semestral del Consejo de la Unión Europea.
- 2 de julio: un saldo de nueve fallecidos (siete españoles y dos yemeníes) tras un atentado de la red Al Qaeda en la provincia de Ma'rib en Yemen.
- 4 de julio: en Puebla, México, un alud sepulta un camión con 65 pasajeros. No queda ningún superviviente.
- 6 de julio: se cumple el primer centenario del nacimiento de Frida Kahlo, pintora mexicana.
- 7 de julio: se dan a conocer las Nuevas siete maravillas del mundo moderno, elegidas por votación popular a través de Internet, la Gran Muralla China, la ciudad de Petra en Jordania, el Cristo Redentor en Río de Janeiro, Brasil, Machu Picchu en Perú, Chichén Itzá en México, el Coliseo de Roma en Italia y el Taj Mahal en la India
- 8 de julio: en Canadá se estrena la serie animada de televisión Isla del drama.
- 9 de julio y 10 de julio: después de 89 años nieva en Buenos Aires y el Conurbano, y también en parte del interior del país. En Córdoba nieva tras más de 50 años. La temperatura más baja se registró en la base de investigaciones Marambio, 47 grados Celsius bajo cero, equivalentes a 52 grados Fahrenheit bajo cero y a 226,16 kelvin.
- 10 de julio: un niño de 9 años en Olomega, El Salvador se da por ahogado tras una gran tormenta. Al día siguiente, llega caminando a su casa milagrosamente.
- 11 de julio: fallece el expresidente colombiano Alfonso López Michelsen.
- 11 de julio: Finaliza el soporte de autoayuda para Windows 98 y Windows ME después de 1 año sin soporte de seguridad y actualizaciones
- 13 de julio: 
  - En Mar del Plata (Argentina), el militar Hugo Dionisio Kesler (jefe de Contrainteligencia de la Armada Argentina) intimida telefónicamente a Carmen Ledda Barreiro (presidenta de la filial de Mar del Plata de Abuelas de Plaza de Mayo) para evitar que continúe con los juicios contra militares genocidas de la dictadura cívico-militar (1976-1983). En 2015, un tribunal oral federal lo condenará por este delito a tres años de prisión.
  - Se estrena Harry Potter y la Orden del Fénix, quinta película de la saga, en Estados Unidos, Reino Unido y México.
  - En Isfahán (Irán) comienza la 38.ª Olimpiada Internacional de Física, que finalizará el 22 de julio.
  - En Río de Janeiro (Brasil) se inauguran los XV Juegos Panamericanos.
  - El senado de los Estados Unidos duplica a 50 millones de dólares la recompensa para quien capture vivo o muerto a Osama Bin Laden, el líder de Al Qaida en libertad casi seis años después de los atentados del 11 de septiembre de 2001.
  - En Perú, el presidente Alan García instituye la fecha del 7 de julio como el "Día del Santuario Histórico de Machu Picchu, Nueva Maravilla del Mundo", para conmemorar así la jornada en que la afamada ciudadela de los incas fue elegida como una de las Nuevas Siete Maravillas del Mundo Moderno.
  - En Perú se decomisa el destructor BAP Ferré (DM-74).
- 15 de julio: 
  - Se celebra la 18.ª Olimpiada Internacional de Biología, en Saskatoon, Canadá que acabó el 22 de julio.
  - Tiene lugar la 39.ª Olimpiada Internacional de Química, en Moscú, Rusia que terminó el 24 de julio.
  - Finaliza la Copa Mundial de Fútbol Americano de 2007.
  - En Maracaibo (Venezuela) termina la Copa América jugada en Estadio José Encarnación Romero, con victoria de Brasil 3 por 0 frente a Argentina.
- 16 de julio: En Japón, un terremoto de 6,6 sacude la ciudad de Niigata dejando 11 muertos y 1000 heridos.

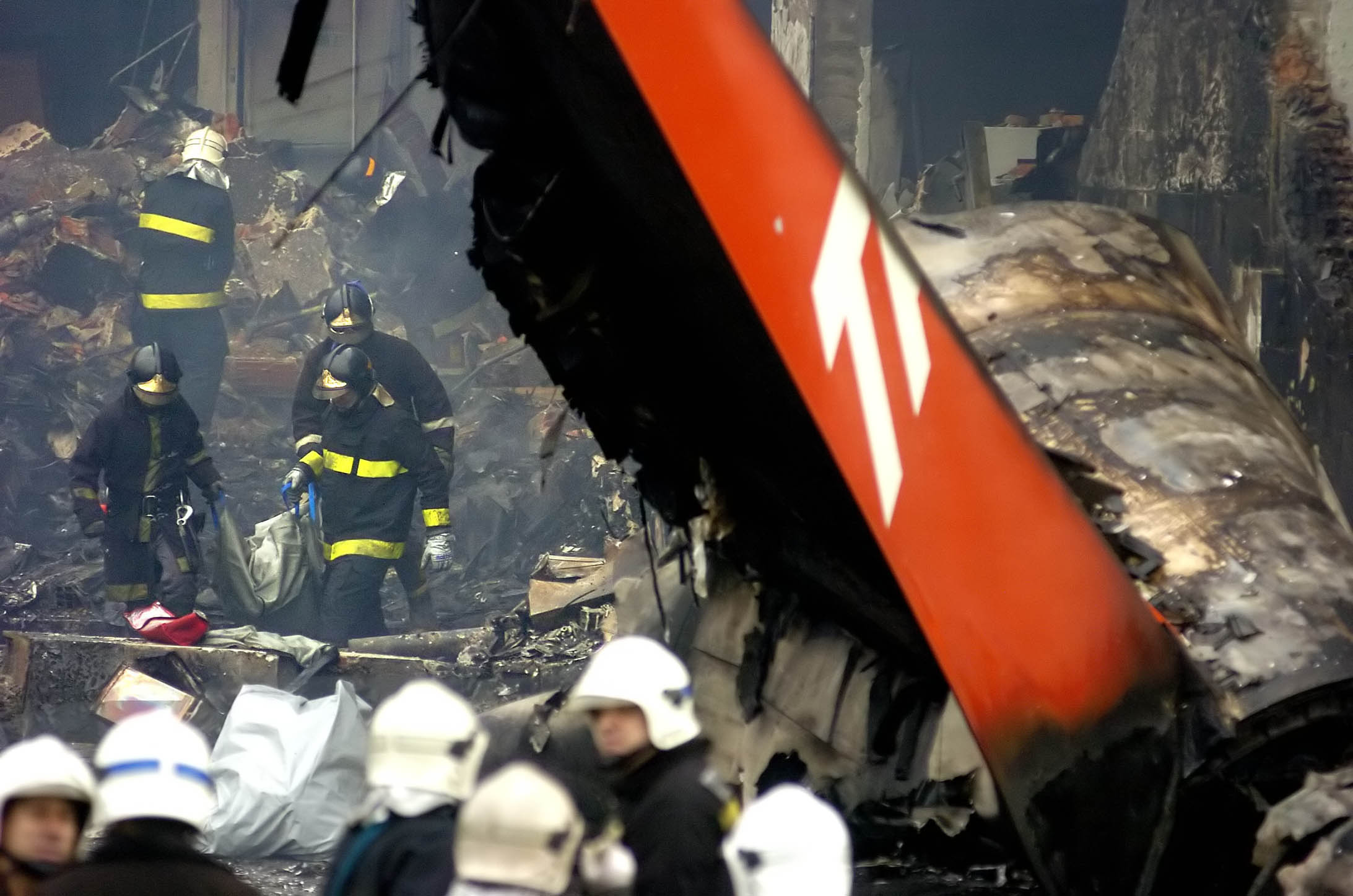
Resto del Vuelo 3054 de TAM Linhas Aéreas tras haberse estrellado.

- Resto del Vuelo 3054 de TAM Linhas Aéreas tras haberse estrellado.17 de julio: un avión de la aerolínea TAM se estrella en el Aeropuerto de Congonhas de la ciudad de São Paulo falleciendo aproximadamente 200 personas.
- 18 de julio: mueren 6 soldados españoles en un atentado contra un convoy militar en el Líbano.
- 19 de julio: se realizó la 48.ª Olimpiada Internacional de Matemática, en Hanói, Vietnam que concluyó el 31 de julio.
- 21 de julio: se publica el séptimo libro de Harry Potter (Harry Potter and the Deathly Hallows).
- 22 de julio: en Toronto (Canadá) finaliza el Mundial sub-20 y Argentina repite título por segunda vez consiguiendo su sexta copa del mundo de esta categoría al vencer en la final a la República Checa por 1-2.
- 23 de julio: 
  - La policía portuguesa detiene en Figueira de Oz, a Jaime Giménez Arbe "el Solitario", considerado uno de los delincuentes más buscados de España por el asesinato de tres policías y el atraco de más de 20 sucursales bancarias.
  - Apertura de la Campus Party 2007 (XI edición) celebrado en Valencia.
  - Un apagón causado por la caída de un cable de alta tensión y el posterior incendio de una subestación eléctrica provoca el caos en Barcelona al quedarse sin luz calles, comercios, viviendas, hospitales, etc.
- 27 de julio al 8 de agosto: celebración en el Reino Unido del 21.º Jamboree Scout Mundial.
- 29 de julio: 
  - Se clausuran los XV Juegos Panamericanos en Río de Janeiro, Brasil. A un aňo de los Juegos Olímpicos de Pekín 2008
  - Cierre de la Campus Party 2007.
  - Los miembros del COI votaron para elegir a la ciudad anfitriona de los Juegos Olímpicos de invierno de 2014 durante la reunión que celebraron en Guatemala la ganadora para albergar los juegos fue la ciudad rusa de Sochi.
  - El Airbus A300 terminará su producción permanentemente después de 35 años de éxito.
  - El ciclista español Alberto Contador se proclama campeón del Tour de Francia.

### Agosto
- 1 de agosto: se desplomó parte de un puente en Minneápolis, Estados Unidos dejando un saldo de 4 muertos.
- 4 de agosto: se lanza la sonda espacial Phoenix con destino al planeta Marte.
- 5 de agosto: en Corea del Sur debuta el grupo de chicas Girls' Generation
- 5 de agosto al 10 de agosto: El 8.º National Geographic World Championship (Campeonato Mundial de Geografía), en San Diego, Estados Unidos.
- 6 de agosto: en Argentina empieza sus transmisiones, el canal de noticias C5N.
- 7 de agosto: 
  - En Brasil es capturado el narcotraficante colombiano Juan Carlos Ramírez Abadía, alias Chupeta.
  - Barry Bonds rompió el récord de Hank Aaron de 755 Home runs de las Grandes Ligas de béisbol.
- 9 de agosto: empieza la crisis económica a nivel mundial.
- 13 de agosto: 
  - Accidente de un autobús en Lopera causando 5 muertos, 2 heridos graves y 45 heridos leves.
  - Televisa inicia el programa Al sabor del chef de Alfredo Oropeza.
- 15 al 22 de agosto: 19.ª Olimpiada Internacional de Informática en Zagreb, Croacia.
- 15 de agosto: en Perú se registra un terremoto de 8,0 que destruye varias localidades de la Región Ica en Perú, entre ellas Pisco y Chincha, dejando un saldo de 595 personas muertas y 2.291 heridos.
- 17 de agosto: se estrena en Disney Channel, la segunda parte de la película original del canal High School Musical 2, considerado como la película con mayor récord de audiencia por cable y de la historia.
- 21 de agosto: aterriza con éxito el transbordador espacial Endeavour en el Centro espacial John F. Kennedy (Florida).
- 23 de agosto: en Estados Unidos se lanza Google Earth Sky.
- 25 de agosto: Incendios forestales en Grecia de 2007: Más de 53 personas, incluyendo niños, mueren durante los incendios forestales del Peloponeso en Grecia y muchos desaparecen en pueblos incendiados. Enormes fuegos también acontecen en el área montañosa de Imitos, Filothei, Atenas y también en las regiones de Estira, Eubea y Queratea. El Gobierno griego declara situación de emergencia nacional y busca la ayuda de la Unión Europea.
- 28 de agosto: Muhammad Mian Soomro toma posesión como presidente interino de Pakistán.
- 31 de agosto: Aniversario no. 10 de la muerte de Diana, Princesa de Gales.

### Septiembre
- 3 de septiembre: 
  - en Panamá, ceremonia de inauguración de los trabajos de ampliación del Canal de Panamá.
  - fallece en bombardeo Tomás Medina Caracas alias "el Negro Acacio", jefe del Frente 16 de las Farc.
- 9 de septiembre: en Guatemala Álvaro Colom obtiene el 28,5% de votos, y Otto Pérez el 23,54%, las 2 más altas votaciones, pero al no superar el 50% tendrán que ir a la segunda vuelta.
- 10 de septiembre: 
  - Explotó un camión cargado con nitrato de amonio en la carretera federal número 30 Monclova-San Pedro (estado de Coahuila) en México. Deja 28 muertos y 250 heridos.
- 11 de septiembre:
  - Kanye West saca su tercer disco Graduation.
  - La Confederación Africana de Fútbol crea el Campeonato Africano de Naciones.
- 12 de septiembre: 
  - Un devastador terremoto de 8,4 sacude la isla indonesia de Sumatra. Horas después, un tsunami causa estragos. Al día siguiente, 13 de septiembre, otro terremoto de magnitud 7,9 sacudió la zona de nuevo. El saldo es de 25 muertos y 161 heridos.
  - Detectan en una granja al sur de Inglaterra la presencia de fiebre aftosa, tomándose como medida la suspensión de la distribución de carne vacuna.
  - Daniel Ciobotea nuevo Patriarca de Rumanía en reemplazo de Teoctist Arăpaşu.
  - El Burj Dubai supera la altura de la Torre CN, convirtiéndose en la estructura más alta sostenida sin cables.
- 13 de septiembre en la Ciudad de Panamá, Panamá recibe el maestro y filántropo Samuel Joaquín Flores los títulos de doctor honoris causa de Iberoamérica, el Premio a la Excelencia Educativa 2007 y el de máster en Gestión Académica.
- 14 de septiembre: Japón lanza la sonda lunar SELENE.
- 15 de septiembre:
  - Escocia, Lanarkshire, Colin McRae y su hijo de cinco años, Johnny, han fallecido en un accidente de helicóptero, en Lanarkshire, en el sur de Escocia.
  - Torreón, México cumple 100 años como ciudad.
  - Felipe Calderón da su primer grito de independencia.
- 19 de septiembre: 
  - El diputado antisirio, Antoine Ghanem, muere asesinado por la explosión de un coche bomba en Beirut, Líbano.
  - Camboya: el número dos del régimen de los Jemeres Rojos y lugarteniente de Pol Pot, Nuon Chea, es detenido por la policía, arrestado y será puesto a disposición del Tribunal Internacional de Naciones Unidas para ser juzgado por genocidio y crímenes contra la humanidad.
- 20 de septiembre: 
  - Arranca en Monterrey, México el Fórum Universal de las Culturas.
  - Soda Stereo anuncia la vuelta a los escenarios con la gira "Me verás volver".
- 22 de septiembre: extradición de Alberto Fujimori, de Chile a Perú.
- 26 de septiembre: en España se funda Unión Progreso y Democracia.
- 29 de septiembre: cerca de Abancay (Perú) se accidenta un bus de la empresa colombiana de transporte terrestre Coomotor al chocar con una roca después de pasar. Mueren 13 personas de nacionalidad colombiana que realizaban un tour hacia Argentina.

### Octubre
- 2 de octubre: entra en vigencia en Chile la XIV Región de Los Ríos, con capital Valdivia.
- 4 de octubre: 
  - En el barrio Fontibón de Bogotá (Colombia) se estrella una avioneta tras despegar del aeropuerto El Dorado. Mueren siete personas.
  - En el parque nacional de Tsolofelo (Botsuana) es enterrado el cadáver repatriado del  «Negro» de Bañolas, el cadáver embalsamado de un varón de la etnia san (llamado peyorativamente «bosquimano»), que desde 1916 se exhibió como atracción turística en el museo Darder de Bañolas (España).
- 7 de octubre: se efectúa en Costa Rica el primer referéndum de su historia, que resulta en la ratificación del CAFTA.
- 8 de octubre: en Colombia un avión se estrella en la montaña ubicada en el Meta muriendo dieciocho personas (15 militares y 3 tripulantes).
- 9 de octubre: 
  - Entra en vigencia en Chile la XV Región de Arica-Parinacota, con capital Arica.
  - Comienzan una serie de pequeños terremotos volcánicos de 4,0 en Canadá que durarán hasta el 12 de junio de 2008.
- 13 de octubre: en Colombia fallecen 22 personas al derrumbarse una mina en las afueras de Suárez (Cauca).
- 18 de octubre:
  - sale para su descarga Ubuntu 7.10 (Gutsy Gibbon).
  - en Buenos Aires, Argentina se inaugura la línea H del Subte de Buenos Aires yendo, en su primer tramo, desde Once hasta Caseros. Por ahora, es la línea más moderna de toda la red de subterráneo porteño.
- 19 de octubre: el grupo de rock argentino Soda Stereo inicia en Buenos Aires su gira latinoamericana Me verás volver, que los trae a los escenarios luego de 10 años de separación, reuniendo a más de 3.500.000 de personas en todo el continente en solo un poco más de dos meses.
- 20 de octubre: el expresidente de la Generalidad de Cataluña y exalcalde de Barcelona, Pasqual Maragall, anuncia que padece un principio de la enfermedad de Alzheimer.
- 24 de octubre: 
  - Boliviana de Aviación comienza a operar.
  - Lanzamiento de la sonda lunar china Chang'e 1.
- 25 de octubre: en el aeropuerto de Abeche (Chad) la policía detiene a 16 franceses de la ONG Arca de Zoé, acusados de secuestro y tráfico de menores. Estaban transportando a 103 niños chadianos no huérfanos para venderlos a familias en Europa.
- 28 de octubre: 
  - Elecciones presidenciales en Argentina, vence Cristina Fernández de Kirchner en la primera vuelta.[7] Toma posesión el día 10 de diciembre de 2007.
  - Elecciones locales y regionales en la República de Colombia.
  - Beatificación en la Plaza de San Pedro de la Ciudad del Vaticano de 498 mártires españoles del siglo XX en España.
- 30 de octubre: 
  - En Madrid se inaugura oficialmente la ampliación del Museo del Prado, la mayor experimentada por dicho museo en sus casi dos siglos de existencia.
  - En Virginia (Estados Unidos), el político neonazi estadounidense Kevin Strom es condenado a 23 meses de prisión por posesión de pornografía infantil.
  - En el estado de California se registra un terremoto de 5,6 que se siente hasta el estado de Oregón.
- 31 de octubre: inundaciones severas en el estado mexicano de Tabasco.

### Noviembre
- 4 de noviembre: en Guatemala se realiza la segunda vuelta de las elecciones a presidente y vicepresidente, quedando como vencedor el socialdemócrata Álvaro Colom.
- 5 de noviembre: la sonda china Chang'e 1 entra en órbita lunar.
- 7 de noviembre: un estudiante mata a ocho personas en un instituto finlandés tras anunciar el crimen en Internet.
- 10 de noviembre: en la sesión final de XVII Cumbre Iberoamericana de jefes de Estado y de Gobierno celebrada en Santiago de Chile ahí ocurre el famoso ¿Por qué no te callas?.
  - Fallece Donda West, la educadora estadounidense y madre del rapero Kanye West esto debido a varias cirugías que se realizó en días anteriores.
- 11 de noviembre: Fuerte Nevada en Bogotá, Colombia y uno de los primeros cambios climáticos efecto del calentamiento global.
- 11 de noviembre: Carlos Palomino Muñoz, un joven antifascista de 16 años es asesinado en la estación de Legazpi del Metro de Madrid a manos de un exmilitar neonazi.
- 13 de noviembre: el derechista Anders Fogh Rasmussen se asegura su tercera elección como primer ministro de Dinamarca, tras su victoria en las elecciones anticipadas al Parlamento.
- 14 de noviembre: en Chile se registra un terremoto de 7,7 que deja dos fallecidos y varios heridos.
- 15 de noviembre: Formado en el golfo de Bengala, el ciclón Sidr, de Categoría 4, se aproxima a los distritos costeros de Bangladés, obligando a decenas de miles de personas a evacuar la zona. (BBC)
- 17 de noviembre: Concierto de Daft Punk Alive 2007
- 18 de noviembre: el ciclón Sidr, con categoría 4 en la escala de huracanes de Saffir-Simpson, causa, al menos, 1700 muertos a su paso por Bangladés.
- 20 de noviembre: 
  - Se publican dos artículos en las revistas Science y Cell en donde dos grupos independientes anuncian que han logrado generar células madre a partir de fibroblastos humanos. Este es considerado uno de los avances más importantes en este campo de estudio[8]
  - Yolanda Becerra recibe en Estocolmo el premio Per Anger.
- 21 de noviembre: el expresidente de la República francesa, Jacques Chirac, es imputado por un delito de desvío de fondos a miembros de su partido durante su mandato como Alcalde de París de 1977 a 1995.
- 23 de noviembre: el MS Explorer choca con un iceberg, nadie muere y los pasajeros son llevados a la Base Frei.
- 24 de noviembre: se cumplen 50 años de la muerte de Diego Rivera.
- 26 de noviembre: Sale al aire el programa radial costarricense "Los Llorones de la Mañana".
- 29 de noviembre: en la isla de Martinica se registra un fuerte terremoto de 7,4 que se siente en todo el Caribe y en partes de América del Sur.

### Diciembre
- 1 de diciembre: pistoleros de ETA asesinan a dos guardias civiles en la localidad francesa de Capbreton, a 30 kilómetros de la frontera vasco-francesa
- 2 de diciembre: el proyecto de reforma constitucional de Venezuela, apoyado por Hugo Chávez, es rechazado a través de un plebiscito por el 50,7% de los votos.
- 4 de diciembre: en algún lugar de España se abre el nuevo túnel Juan Carlos I.
- 5 de diciembre: en un centro comercial de la ciudad de Omaha (Estados Unidos), un joven de 19 años asesina con un fusil a 8 personas y se suicida.
- 6 de diciembre: el naufragio del petrolero hongkonés Hebei Spirit vierte al mar más de 10 000 toneladas de crudo frente a la costa del parque natural Taean Haean de Corea del Sur.
- 8 de diciembre: después de 80 días de Actividades Concluye en Monterrey, México, El Fórum Universal de las Culturas.
- 9 de diciembre: el Gobierno de Venezuela adopta el huso horario GMT -4:30. El cambio se produjo a las 3:00 a. m., hora local.[9]
- 10 de diciembre: 
  - Cristina Fernández de Kirchner asume la presidencia de Argentina, sucediendo a su esposo Néstor Kirchner. Es la segunda mujer en ocupar ese cargo, pero la primera que llega por elecciones libres y democráticas. María Estela Martínez de Perón lo ocupó a la muerte de su esposo.
  - Led Zeppelin da un concierto en el O2 Arena después de 19 años sin tocar juntos.
- 11 de diciembre: 
  - Primera línea regular de tren entre Corea del Sur y del Norte tras 56 años.
- 13 de diciembre: El Tratado de Lisboa está firmado por los Estados miembros de la Unión Europea.
- 15 de diciembre :
  - Dos bombas acaban con más de 50 personas en un doble atentado en Argel.
- 20 de diciembre: Un terremoto de 6,7 sacude la isla Norte de Nueva Zelanda afectando a la ciudad de Gisborne.
- 21 de diciembre: en Chile se celebra el centenario de la matanza de la Escuela Santa María de Iquique.
- 22 de diciembre: se inauguran en España dos líneas más de trenes de alta velocidad: Madrid-Segovia-Valladolid y Madrid-Málaga.

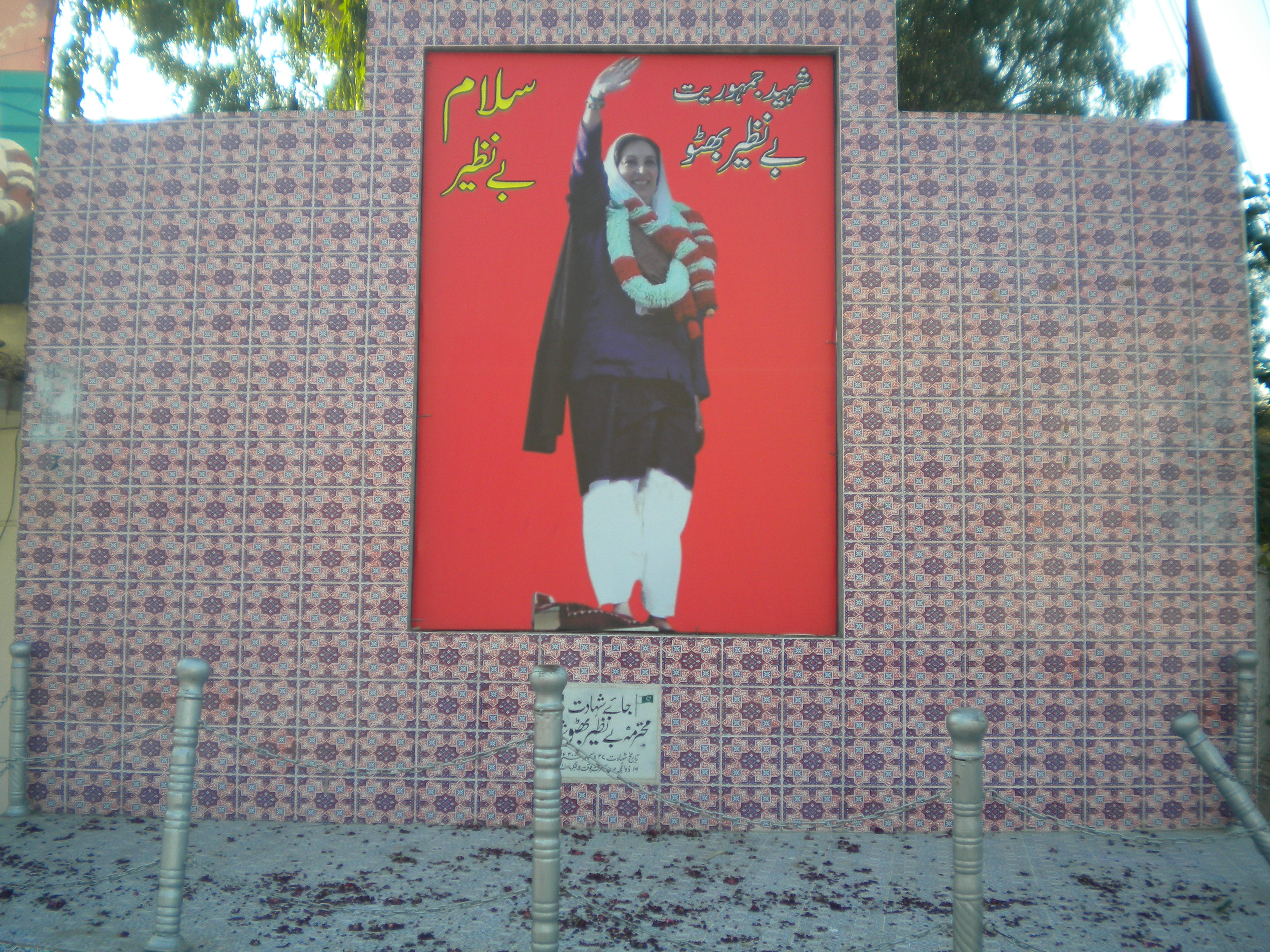
Memorial de la ex primera ministra, Benazir Bhutto, tras haber sido asesinada.

- Memorial de la ex primera ministra, Benazir Bhutto, tras haber sido asesinada.27 de diciembre: Benazir Bhutto,ex primera ministra de Pakistán (1988-1990 y 1993-1996) y líder de la oposición es asesinada en un ataque terrorista en la ciudad pakistaní de Rawalpindi. Un terrorista suicida le disparó dos veces, inmolándose posteriormente y causando la muerte de, al menos, 30 personas.

## Arte y literatura
- V centenario de la muerte del pintor Fernando Gallego.
- I centenario de la muerte del compositor mexicano Ricardo Castro Herrera.
- I centenario del natalicio de la pintora mexicana Frida Kahlo.

- Andreu Buenafuente: Como iba diciendo recopilación de sus mejores monólogos (marzo de 2007).
- Antonio Gala: El pedestal de las estatuas (marzo de 2007).
- Arturo Pérez-Reverte: Un día de cólera.
- Carlos Ruiz Zafón: Las luces de septiembre (junio de 2007).
- J. K. Rowling: Harry Potter y las reliquias de la muerte (julio de 2007).
- José Andrés: Vamos a cocinar (marzo de 2007).
- José Carlos Somoza: La llave del abismo.
- Ken Follett: Un mundo sin fin (octubre de 2007).
- Laura Gallego García: La emperatriz de los etéreos (noviembre de 2007).
- Maruja Torres: La amante en guerra (febrero de 2007).
- Matilde Asensi: Tierra firme.
- Norman Mailer: El castillo en el bosque.
- Paulo Coelho: Como el río que fluye (septiembre de 2007).
- Pablo de Santis: El Enigma de Paris (junio de 2007).
- Rafael Ábalos: KOT.
- Roberto Bolaño: La universidad desconocida, recopilatorio poético.
- Roberto Bolaño: El secreto del mal, su cuarto libro de relatos.
- Rosa Regàs: Luna lunera (junio de 2007).
- Dejan Stojanović: Ples vremena (La danza del tiempo), Konras, Beograd.<!R2>

### Premio Herralde
- Ganador: Martín Kohan por Ciencias morales.
- Finalista: Antonio Ortuño por Recursos humanos.

### Premio Nacional de Poesía (España)
- Olvido García Valdés por Y todos estábamos vivos.

### Premio Reina Sofía de Poesía Iberoamericana
- Blanca Varela, escritora peruana

### Premio de Literatura Latinoamericana y del Caribe Juan Rulfo
- Fernando del Paso, escritor mexicano, autor de Noticias del Imperio.

## Ciencia y tecnología

### Astronáutica
- 10 de enero: lanzamiento del satélite educativo argentino Pehuensat-1.
- 24 de octubre: lanzamiento de la sonda espacial no tripulada de la agencia espacial china Chang'e 1.

## Consolas y videojuegos
- Sega publica Sonic & the Secret Rings exclusivamente para Wii
- 14 de agosto: La consola Nintendo Gamecube da por terminado su periodo de vida útil con el último videojuego Madden NFL 08.
- 16 de septiembre: peppy lanza su juego Osu! basado en el juego de Nintendo DS, Osu! Tatakae! Ouendan para la plataforma Windows.
- 25 de septiembre: Bungie en asociación con Microsoft estrena el aclamado juego Halo 3 para la Xbox 360.
- 5 de noviembre: Activision saca a la venta el videojuego Call of Duty 4: Modern Warfare
- 19 de noviembre: Naughty Dog estrena el juego Uncharted: El Tesoro de Drake
- Diciembre de 2007: EasyGameStation lanza al mercado japonés Recettear: An Item Shop´s Tale, que se convertiría posteriormente en el primer juego de estilo dōjin soft en ser exportado al mercado occidental.
- Nintendo anuncia el juego Super Mario Galaxy para su videoconsola Wii
- Eidos Interactive saca a la venta Tomb Raider: Anniversary para las consolas Wii, Xbox 360 entre otras.
- Valve Corporation saca a la venta Half-Life 2: Episode Two, Team Fortress 2 y Portal para PC y Xbox 360
- Sony saca a la venta la consola PlayStation Portable Slim & Lite
- Game Freak y Nintendo sacan a la venta los juegos Pokémon Diamante y Perla, que inician la Cuarta Generación, con un montón de novedades, además, estos se convertirían en uno de los 5 primeros juegos más vendidos de Nintendo DS (Pokémon Negro y Blanco también lo serían en 2011).
- Konami estrena el juego arcade Dance Dance Revolution Supernova 2, que también extiende las funciones del sistema e-AMUSEMENT.
- Square Enix y Jupiter sacan a la venta The World Ends with You para Nintendo DS
- Park ESM y Axeso5 (empresa distribuidora) Lanzan por primera vez la beta de Operation 7

## Deporte

### Ajedrez
- Torneo Corus de ajedrez: Triple empate con 8,5 puntos de 13 posibles: Levon Aronian, Veselin Topalov y Teymur Rəcəbov.

- Torneo Internacional de Ajedrez Ciudad de Linares: Viswanathan Anand.

- Torneo Melody Amber de ajedrez: Vladímir Krámnik

- Campeonato de Europa Individual de ajedrez: Vladislav Tkachiev (hombres), Tatiana Kosintseva (mujeres).

- Festival de ajedrez Cañada de Calatrava:
- * Torneo Internacional activo: Alexei Shirov.
- * Torneo sistema Fischer: Alexei Shirov.
- * Torneo de ajedrez relámpago: Vassily Ivanchuk.
- Torneo Gausdal: Magnus Carlsen.

- Duelo de ajedrez rápido Kramnik vs Leko del 24 al 30 de abril en Miskolc, Hungría al mejor de 8 partidas: Kramnik 4.5: Leko 3.5.

- Enfrentamiento entre Vladímir Krámnik y Levon Aronian del 4 al 6 de mayo, en Ereván, Armenia al mejor de 6 partidas rápidas: Aronian 4: Kramnik 2.

- Torneo M-tel: Veselin Topalov.

- XX Magistral Ciudad de León del 4 al 9 de julio: Anand 3: Topalov 1.

- Festival Internacional de ajedrez del 21 de julio al 3 de agosto, en Biel, Suiza: Ganador: Magnus Carlsen

- Campeonato del mundo del 12 de septiembre al 1 de octubre en México: Viswanathan Anand

- Campeonato de España del 8 al 18 de noviembre en Ayamonte, Huelva: Miguel Illescas

- Copa del mundo de ajedrez: del 24 de noviembre al 18 de diciembre en Khanty-Mansiysk, Rusia. Ganador: Gata Kamsky.

### Atletismo
- Campeonato Mundial de Atletismo de 2007: celebrado en Osaka (Japón) entre el 24 de agosto y el 2 de septiembre.:

- Campeonato Europeo de Atletismo en Pista Cubierta de 2007: Birmingham (Reino Unido), entre el 2 y el 4 de marzo:

### Automovilismo
- Fórmula 1: del 18 de marzo al 21 de octubre:Fernando Alonso en el Gran Premio del Reino Unido de 2007, circuito de Silverstone
  - Campeonato de pilotos:

  1.  Kimi Räikkönen 110 pts.
  2.  Lewis Hamilton 109 pts.
  3.  Fernando Alonso 109 pts.

  - Campeonato de constructores:

  1.  Ferrari 205 pts.
  2.  BMW Sauber 101 pts.
  3.  Renault 51 pts.

- Campeonato Mundial de Rally: Sébastien Loeb (Citroën C4 WRC).

- Indy 500: el piloto escocés Dario Franchitti ganó la famosa carrera de automovilismo en Indianápolis, Estados Unidos.

### Baloncesto
- Eurobasket 2007: España, del 3 al 16 de septiembre. Rusia campeona al vencer a España por 60-59.

- NBA 2006/07: San Antonio Spurs se proclama campeón venciendo a Cleveland Cavaliers por 4-0.

- Liga ACB 2006-07: Real Madrid (baloncesto) vence 3-1 al FC Barcelona (baloncesto) en la final del play off.

- Liga Dominicana de Baloncesto: Metros de Santiago se proclaman campeones al derrotar a los Panteras del Distrito Nacional 4-2.

### Béisbol
- Juego de la Estrellas: La Liga Americana ganó de nuevo a la Liga Nacional. Ichiro Suzuki se hizo con el MVP del partido.

- Serie Mundial: El equipo de Boston Red Sox ganó la serie mundial al derrotar a los Colorado Rockies 4 juegos por 0. El MVP del partido fue el tercera base Mike Lowell.

### Ciclismo
- Tour de Francia 2007:

1. Alberto Contador 91:00:26.
2. Cadel Evans a 23 s.
3. Levi Leipheimer a 31 s.

- Tom Boonen
- Mauricio Soler
- Alberto Contador
- Amets Txurruka

- Vuelta a España 2007:

1. Denis Menchov  Rusia RAB 80h 59' 07s
2. Carlos Sastre  CSC a 3' 31s
3. Samuel Sánchez  EUS a 3' 46s

- Giro de Italia 2007:

1. Danilo Di Luca 92:59:39.
2. Andy Schleck a 1:55.
3. Eddy Mazzoleni a 2:25.

- Campeonato mundial de ciclismo en ruta del 26 al 30 de septiembre en Stuttgart.
- * Contrarreloj masculina:  Fabian Cancellara,  László Bodrogi,  Stef Clement.
- * Contrarreloj femenina:  Hanka Kupfernagel,  Kristin Armstrong,  Christiane Soeder.

- Campeonato mundial de ciclismo en pista del 29 de marzo al 1 de abril en Palma de Mallorca.

### Fútbol

#### Campeonatos por selecciones
- Copa Mundial de Fútbol de 2010: Comienzan las eliminatorias el 8 de octubre en la AFC.
- Copa Mundial Femenina de Fútbol: Alemania se consagra campeona al derrotar a Brasil por 2-0.
- Copa América: Venezuela fue sede del torneo donde ganó Brasil.
- Copa de Oro de la CONCACAF: Estados Unidos vence a México en la final y consigue su pase a la Copa Confederaciones de 2009.
- Copa Mundial de Fútbol Sub-20: celebrada en Canadá y con victoria final de la Selección argentina sobre la República Checa.
- Campeonato Europeo Sub-17 de la UEFA: La selección española sub-17 de fútbol gana la final ante Inglaterra.
- Copa Mundial de Fútbol Sub-17: Nigeria vence a España en la tanda de penaltis.

#### Campeonatos internacionales
- Copa Libertadores: Boca Juniors de Argentina alcanza su sexta Copa Libertadores.
- Copa Sudamericana: el Arsenal de Sarandí de Argentina logra el primer título internacional de su historia.
- Copa de la UEFA: el Sevilla gana su segunda copa ante el RCD Español en Hampden Park, Glasgow.
- Liga de Campeones: el AC Milan ganó la copa en la revancha contra el Liverpool por la final perdida hace 2 años.
- O-League 2007: el Waitakere United se convierte en el primer campeón oceánico fuera de Australia.
- Copa Mundial de Clubes de la FIFA: El AC Milan ganó la copa en revancha ante Boca Juniors por la final perdida hace cuatro años en la extinta Copa Intercontinental.

#### Campeonatos nacionales
- Argentina:
- * San Lorenzo se consagró campeón del Torneo Clausura de la Primera División de Argentina.
- * Lanús se proclama campeón del Torneo Apertura de la Primera División de Argentina.

- Alemania:
- * VFB Stuttgart conquista la Liga alemana de fútbol.

- Chile:
- * Colo-Colo se corona como campeón de la Primera División al adjudicarse los títulos del Apertura y del Clausura.

- Colombia:
- * Torneo Apertura: Atlético Nacional
- * Torneo Finalización: Atlético Nacional

- Costa Rica:
- * El Deportivo Saprissa vence en el torneo 2006-2007 de la Primera División de Costa Rica.

- Ecuador:
- * La Liga de Quito queda campeón de la Serie A.

- El Salvador:
- * El Isidro Metapan se consagró campeón en el Clausura 07 y el Luis Ángel Firpo en el Apertura.

- España:
- * Real Madrid conquista la Liga española de fútbol.
- * El Sevilla gana la Copa del Rey al imponerse al Getafe en el Santiago Bernabéu
- * El Real Valladolid gana la liga de Segunda División.
- * El Sevilla gana la Supercopa de España de Fútbol frente al Real Madrid.

- Francia:
- * El Olympique Lyonnais se proclama campeón de la Liga francesa de fútbol.

- Inglaterra:
- * Manchester United conquista la Premier League escoltado por el Chelsea.

- Italia:
- * El Inter de Milán se proclama campeón de la Serie A.

- México:
- * Pachuca Club de Fútbol se consagró campeón del Torneo de Clausura de la Primera División.
- * Club de Fútbol Atlante se proclama campeón del Torneo de Apertura de la Primera División.

- Países Bajos:
- * El PSV Eindhoven gana el campeonato de la liga neerlandesa en la última jornada de la temporada.

- Paraguay:
- * El Club Libertad se consagra campeón de la Primera División.

- Perú:
- * Club Deportivo Universidad San Martín de Porres se consagró campeón del Torneo Apertura de la Primera División de Fútbol Peruano.

- Venezuela:
- * Caracas FC se consagró campeón en el Torneo Apertura de la Primera División de Venezuela.

#### Clubes
12 de mayo: Se funda en la comunidad de Jicaral, perteneciente al distrito de Lepanto, Puntarenas, Costa Rica la Asociación Deportiva y Recreativa Jicaral el cual milita en la Primera División de Costa Rica

### Fútbol americano
- Super Bowl XLI: Indianapolis Colts.
- Copa Mundial de Fútbol Americano de 2007: Estados Unidos.
- ONEFA: Borregos Salvajes Monterrey.

### Golf
- Abierto de los Estados Unidos: Ángel Cabrera.
- Masters de Augusta: Zach Johnson.
- British Open: Pádraig Harrington.
- Campeonato de la PGA: Tiger Woods.

### Motociclismo
- MotoGP: del 10 de marzo al 4 de noviembre
- * Campeonato de pilotos:

1.  Casey Stoner 367 pts.
2.  Dani Pedrosa 242 pts.
3.  Valentino Rossi 241 pts.

- * Campeonato de constructores:

1.  Ducati 394 pts.
2.  Honda 313 pts.
3.  Yamaha 283 pts.

- * Campeonato de equipos:

1.  Ducati Marlboro Team 533 pts.
2.  Repsol Honda Team 369 pts.
3.  Rizla Suzuki MotoGP 368 pts.

- 250cc: del 10 de marzo al 4 de noviembre
- * Campeonato de pilotos:

1.  Jorge Lorenzo 312 pts.
2.  Andrea Dovizioso 260 pts.
3.  Alex De Angelis 235 pts.

- * Campeonato de constructores:

1.  Aprilia 387 pts.
2.  Honda 275 pts.
3.  KTM 226 pts.

- 125cc: del 10 de marzo al 4 de noviembre
- * Campeonato de pilotos:

1.  Gábor Talmácsi 282 pts.
2.  Héctor Faubel 277 pts.
3.  Tomoyoshi Koyama 193 pts.

- * Campeonato de constructores:

1.  Aprilia 410 pts.
2.  Derbi 199 pts.
3.  KTM 196 pts.

### Tenis
- Abierto de Australia:  Roger Federer (hombres) y  Serena Williams (mujeres).
- Roland Garros:  Rafael Nadal (hombres) y  Justine Henin (mujeres).
- Wimbledon:  Roger Federer (hombres) y  Venus Williams (mujeres).
- Abierto de los Estados Unidos:  Roger Federer (hombres) y  Justine Henin (mujeres).
- WTA Tour Championships:  Justine Henin.
- Tennis Masters Cup:  Roger Federer.

### Otros deportes
- Críquet: 28 de abril, la selección de Australia gana la novena edición de la Copa Mundial de Críquet.

- Bádminton: 7 de agosto al 19 de agosto, 16.ª edición del Campeonato Mundial de Bádminton de la Federación Internacional de Bádminton (IBF), en Kuala Lumpur, Malasia.

- Hockey sobre patines: 1 de abril, el FC Barcelona gana su 17.ª Copa de Europa de hockey sobre patines, al ganar la "final four" disputada en Bassano, Italia.

- Natación: 17 de marzo al 1 de abril, celebración de la 12.ª edición del Campeonato Mundial de Natación en Melbourne, Australia.

- Rodeo chileno: 1 de abril, Juan Carlos Loaiza y Eduardo Tamayo son campeones de la 59.ª edición del Campeonato Nacional de Rodeo.[10]

- Rugby: 7 de septiembre al 20 de octubre, Francia será la sede de la sexta edición de la Copa del Mundo de Rugby.

- Vela:
- * 16 de abril al 12 de junio, celebración de la Copa Louis Vuitton en Valencia (España) resultando vencedor el Team New Zealand.
- * 23 de junio al 3 de julio, celebración de la 32.ª edición de la Copa del América en Valencia (España) resultando vencedor el sindicato defensor Alinghi.

- Voleibol: 16 de septiembre, España se proclama campeona del Campeonato Europeo de Voleibol.

- Fútbol sala: 25 de noviembre, la selección de fútbol sala de España se proclama campeona de la 6.ª edición de la Eurocopa de Fútbol Sala disputada en Oporto (Portugal) tras vencer a Italia por 3-1.

## Cine
- Harry Potter y la orden del Fénix, se estrena el 28 de junio de 2007
- 3 de mayo: Spider-Man 3 de Sam Raimi

## Premios Nobel
- Física:  Albert Fert y  Peter Grünberg.[11]
- Química:  Gerhard Ertl.[11]
- Medicina:  Mario Capecchi,  Oliver Smithies y  Sir Martin Evans.[11]
- Literatura:  Doris Lessing.[11]
- Paz:  Al Gore y el Grupo Intergubernamental sobre el Cambio Climático de la ONU.[11]
- Economía:  Leonid Hurwicz,  Eric Maskin y  Roger Myerson.[11]

## Premios Príncipe de Asturias
- Artes: Bob Dylan.[12]
- Ciencias Sociales: Ralf Dahrendorf.[12]
- Comunicación y Humanidades: revistas Nature y Science.[12]
- Concordia: Yad Vashem (Museo del Holocausto de Jerusalén).[12]
- Cooperación Internacional: Al Gore.[12]
- Deportes: Michael Schumacher.[12]
- Investigación Científica y Técnica: Peter Lawrence y Ginés Morata.[12]
- Letras: Amos Oz.[12]

## Premio Cervantes
- Juan Gelman  Argentina